# 一青十色
『一青十色』（ひとといろ）は、一青窈の6枚目のアルバム。

## 概要
- 前作『花蓮街』から約2年ぶりのオリジナルアルバム。
- プロデューサーは武部聡志と小林武史で、アートディレクションは森本千絵が担当。
- 初回限定盤には全曲本人書き下ろしセルフライナーノーツとDVDが同梱される。

## 収録曲

### CD
（全作詞：一青窈（特記以外））
1. らぶれたぁ
作曲：増子達郎／編曲：武部聡志
2. Release me
作曲・編曲：武部聡志
読売テレビ・日本テレビ系『情報ライブ ミヤネ屋』エンディングテーマ
3. 悲しみジプシー
作曲：つんく♂／編曲：紺野紗衣
4. とめる
作曲・編曲：小林武史、武部聡志
16thシングル
アニメ『ZETMAN』エンディング・テーマ
5. 愛と誠のファンタジア
作曲・編曲：小林武史
17thシングル
6. パラソル哀歌
作詞：阿久悠／作曲・編曲：マリアンヌ東雲
配信限定シングル
阿久悠が書いた未発表の歌詞に、キノコホテルのマリアンヌ東雲が作曲と編曲で参加した曲で、演奏はキノコホテルがバンド全員で担当している。
7. Lesson
作曲・編曲：岡村靖幸
配信限定シングル
8. dots and lines／一青窈 loves Mummy-D
作詞：一青窈、Mr. Drunk／作曲：小林武史、Mr. Drunk／編曲：小林武史
16thシングル
アニメ『ZETMAN』オープニング・テーマ
9. 泣きべそ
作曲・編曲：小林武史
松竹配給映画『唐山大地震 -想い続けた32年-』イメージソング。映画のため書き下ろした曲で、2011年3月23日より音楽配信開始予定だったが、東北地方太平洋沖地震を受けて映画公開とともに中止となった。
10. ゆりかご
作曲・編曲：武部聡志
11. マフラー
作曲：堀込泰行／編曲：冨田恵一
12. あたしだって
作曲：渡辺真知子／編曲：紺野紗衣
13. 道案内
作曲・編曲：小林武史
17thシングル
ローソン「夢を応援基金」テーマソング

### DVD
1. 道案内
2. とめる（Live Version）
3. Lesson
4. うんと幸せ
5. 冬めく
6. ユアメディスン～私があなたの薬になってあげる